# Estaniocalcina
A estaniocalcina (stanniocalcin) é um hormônio glicoproteico envolvido na regulação do metabolismo do cálcio e do fósforo, desempenhando papel essencial na homeostase mineral. Originalmente descoberta em peixes ósseos, essa substância atua reduzindo os níveis de cálcio no sangue por meio da inibição de sua absorção intestinal e pela estimulação de seu depósito em tecidos mineralizados. Desde sua identificação, variantes da estaniocalcina foram descritas em diversos vertebrados, incluindo mamíferos, sugerindo que sua função evoluiu e se diversificou ao longo do tempo. 

## Presença em grupos animais
Nos peixes teleósteos, a estaniocalcina é produzida principalmente nos órgãos de Stannius — órgãos endócrinos localizados próximos aos rins. Nesses animais, o hormônio tem ação hipocalcêmica, essencial para o equilíbrio iônico em ambientes aquáticos. Em anfíbios, répteis, aves e mamíferos, não existem corpúsculos de Stannius, mas genes homólogos codificam proteínas semelhantes, como a Estaniocalcina-1 (Stanniocalcin-1, STC1) e Estaniocalcina-2 (Stanniocalcin-2, STC2). Nesses grupos, a função deixa de ser restrita à regulação mineral sistêmica e passa a atuar também em processos como crescimento celular, cicatrização, modulação da resposta inflamatória e proteção contra estresse celular. A ampla distribuição do hormônio entre diferentes classes de vertebrados sugere uma origem evolutiva antiga e uma adaptação funcional a diferentes contextos fisiológicos.